# Ancistrorhynchus recurvus
Ancistrorhynchus recurvus är en orkidéart som beskrevs av Achille Eugène Finet. Ancistrorhynchus recurvus ingår i släktet Ancistrorhynchus och familjen orkidéer. Inga underarter finns listade i Catalogue of Life.